# احلام تمیمی
احلام تمیمی (عربی: أحلام التمیمی، متولد: ۱ ژانویه ۱۹۸۰؛ یا ۲۰ ژانویه ۱۹۸۰ یا ۲۰ اکتبر ۱۹۸۰ یا ۲۰ نوامبر ۱۹۸۰) یک شهروند اردنی است که به کمک در انجام بمب‌گذاری انتحاری در رستوران سباررو در اورشلیم معروف است. او توسط دادگاه نظامی اسرائیل محکوم شد و حبس ابد دریافت کرد، اما طی تبادل زندانیان فلسطینی با گیلعاد شلیط آزاد شد. او مجری یک برنامه تلویزیونی دربارهٔ «فلسطینیان در زندان‌های اسرائیل» است.
اف‌بی‌آی برای دستگیری وی ۵ میلیون دلار جایزه در نظر گرفته‌است.

## اطلاعات شخصی
| نام‌های مستعار (جدا شده توسط «»)         | «احلام عارف احمد التمیمی» ، «احلام عرفات مازن آل تمیمی» ، «احلام عارف احمد تمیمی» ، «احلام عارف احمد آلتامیمی» ، «احلام عارف احمد آلتامیمین» ، «احلام اعراف احمد تمیمی» ، «احلام عارف احمد تمیمی» ، «احلام عارف احمد تمیمی» ، «ایهلام اعراف احمد تمیمی» ، «آخلام تمیممی» ، «احلام اعراف احمد تمیمی» «حالتی» ، «خلتی» |
| تاریخ (های) تولد مورد استفاده قرار داده | ۲۰ اکتبر ۱۹۸۰ ، ۲۰ نوامبر ۱۹۸۰ ، ۱ ژانویه ۱۹۸۰ ، ۲۰ ژانویه ۱۹۸۰ |
| محل تولد                                | الزرقا، اردن |
| مو                                      | رنگ قهوه ای |
| چشم‌ها                                   | رنگ قهوه ای |
| قد                                      | ۵'۴ " |
| جنسیت                                   | زن |
| تابعیت                                  | اردنی |
| زبان‌ها                                  | عربی، انگلیسی |
| اشتغال                                  | روزنامه‌نگار |

## زمینه
تمیمی دانشجوی روزنامه‌نگاری در دانشگاه بیرزیت در کرانه باختری بود. برادرش محمد، حدس می‌زند که تسلط به زبان انگلیسی و نداشتن روسری، او را نسبت به مقامات اسرائیلی کمتر مشکوک کرد.
تمیمی اصالتاً از النبی صالح، یک روستای فلسطینی در کرانه باختری غربی است. بن ارنرایش از نیویورک تایمز گفت که او «در نبی صالح بسیار دوست داشتنی بود».

## بمب‌گذاری قبلی
تمیمی در ژوئیه ۲۰۰۱ یک وسیله انفجاری را در یک فروشگاه مواد غذایی در اورشلیم قرار داد، که منفجر شد، اما خسارتی وارد نکرد.

## بمب‌گذاری انتحاری در رستوران سباررو
تمیمی به طراحی و شرکت در بمب‌گذاری انتحاری رستوران سباررو کمک کرد، که باعث زخمی‌شدن ۱۴۵ نفر شد. در این بمب‌گذاری ۱۵ نفر کشته شدند که نیمی از آنها کودک بودند. وی در آن زمان ۲۰ ساله و هنوز در دانشگاه بود. او پس از رانندگی و رها کردن بمب انتحاری به سمت هدف خود، بمب‌گذاری را در یک کانال خبری فلسطین گزارش کرد.

### حمله
در ۹ اوت ۲۰۰۱، تمیمی بمب‌گذار انتحاری به اسم «عزالدین شهیل المصری» (به عربی: عز الدین شهیل المصری) را تا رستوران سِباررو اسکورت کرد. او با استفاده از تکنیک‌های مبدل کردن، توجه عموم از خود و المصری را منحرف کرد، او لباسی پوشید که باعث می‌شد بیشتر شبیه «یک جهانگرد یهودی» باشد تا یک عرب، و از مهارت‌های زبانی به دست آمده در مطالعات روزنامه‌نگاری خود استفاده کرد. المصری در حمله جان داد اما تمیمی قبل از منفجر شدن بمب منطقه را ترک کرد.
نقش دوم او، گزارش این حمله در مطبوعات بود. او به روزنامه‌نگاری نیمه وقت اشتغال داشت.

### واکنش‌های عمومی و شخصی
تمیمی در مصاحبه ای در ۱۲ ژوئیه ۲۰۱۲ که از تلویزیون الاقصی پخش شد (ترجمه شده توسط مؤسسه پژوهش رسانه‌ای خاورمیانه)، واکنش سایر فلسطینی‌ها را بلافاصله پس از بمب‌گذاری شرح داد:
پس از آن [حمله]، وقتی سوار اتوبوس شدم، فلسطینیان اطراف دروازه دمشق [در بیت‌المقدس] همه لبخند می‌زدند. شما می‌توانستید احساس کنید که همه خوشحال هستند. وقتی سوار اتوبوس شدم، هیچ‌کس نمی‌دانست که من بودم که [بمب انتحاری را برای هدف] رسانده‌ام. . . من احساس کاملاً عجیبی داشتم، زیرا عزالدین [بمب‌گذار] را پشت سر گذاشته بودم، اما در داخل اتوبوس، همه آن‌ها به یکدیگر تبریک می‌گفتند. آن‌ها حتی یکدیگر را نمی‌شناختند، اما در حال تبریک سلام بودند. . . در حالی که من در اتوبوس نشسته بودم، راننده رادیو را روشن کرد. اما ابتدا اجازه دهید در مورد افزایش تدریجی تعداد تلفات برای شما صحبت کنم. در حالی که من در اتوبوس بودم و همه به یکدیگر تبریک می‌گفتند. . .
تمیمی پس از شنیدن گزارش اولیه مبنی بر «کشته شدن سه نفر» در بمب‌گذاری، اظهار داشت:
من اعتراف می‌کنم که کمی ناامید شدم، زیرا امید به تلفات بیشتر داشتم. با این حال وقتی آن‌ها گفتند «سه مرده»، من گفتم: «الحمد لله». . . دو دقیقه بعد، در رادیو گفتند که تعداد آن‌ها به ۵ نفر رسیده‌است. می‌خواستم لبخندم را پنهان کنم، اما نتوانستم! الحمد لله، عالی بود. هرچه تعداد کشته‌ها بیشتر می‌شد، مسافران کف می‌زدند.
فریمت راث، مادر یکی از قربانیان این ترور، از آزادی تمیمی انتقاد کرد. او گفت وقتی تمیمی به همراه صدها قاتل دیگر در ازای یک سرباز اسرائیلی آزاد شد، احساس می‌کرده که دخترش دوباره به قتل رسیده‌است.

## عدم پشیمانی
در مصاحبه‌های بعدی، تمیمی اظهار داشت که از کاری که انجام داده متأسف نیست و وجود اسرائیل را به رسمیت نمی‌شناسد. او گفت: «علی‌رغم اینکه به ۱۶ حبس ابد محکوم شدم، من می‌دانم زمانی که از اشغال اسرائیل آزاد شویم از زندان آزاد خواهیم شد.»
گفته می‌شود در مصاحبه با یک روزنامه‌نگار در زندان، هنگامی که اولین بار فهمید که هشت کودک را کشته، نه فقط سه کودک (که در ابتدا اعتقاد داشت)، او بلافاصله لبخند گسترده‌ای زد و به مصاحبه ادامه داد.

تمیمی پس از آزادی از زندان مصاحبه ای با وب سایت Ammon News اردن انجام داد که بعداً در یوتیوب قرار گرفت (ترجمه شده توسط مؤسسه پژوهش رسانه‌ای خاورمیانه)
از آنچه اتفاق افتاده پشیمان نیستم. قطعاً نه. این مسیر است. من خودم را به خاطر خدا وقف جهاد کردم و خدا به من توفیق داد. شما می‌دانید که [در حمله سال ۲۰۰۱ به پیتزا فروشی سباررو] چه تعداد تلفات داشته‌است. این توسط خداوند امکان‌پذیر شد. آیا می‌خواهید آنچه را انجام داده‌ام متهم کنم؟ این سؤال ندارد. من امروز و به همان روش این کار را دوباره انجام می‌دادم.

## حکم آزادی
او به دلیل نقش در این حوادث زندانی شد، اما در اکتبر سال ۲۰۱۱ با یک اسیر اسرائیلی به اسم گیلعاد شلیط مبادله شد. در جلسه دادگاه نظامی در اردوگاه نظامی اوفر، او به ۱۶ بار حبس ابد و ۱۵ سال حبس اضافی محکوم شد.

## فعالیت‌های بعدی
در مدت حضور در زندان با پسر عموی خود به اسم «نزار» که در یک زندان جداگانه بود، ازدواج کرد. او بلافاصله پس از آزادی به اردن نقل مکان کرد. ورود وی به آنجا با حضور صدها نفر، از جمله اقوام، بسیاری از طرفداران اخوان‌المسلمین، و اتحادیه‌های کارگری و شهروندان برگزار شد. وی بعداً با خالد مشعل رهبر حماس در قاهره پایتخت مصر دیدار کرد.
تمیمی یک برنامه گفتگوی اردنی به نام نسیم الاحرار (نسیم آزادگان) در تلویزیون القدس وابسته به حماس را میزبانی کرد. این برنامه دربارهٔ زندانیان فلسطینی در زندان‌های اسرائیل بحث می‌کند.
در مصاحبه ای با الجزیره ، تمیمی ادعا کرد که اسرائیل از «مافیای روسیه» خواسته تا او و دیگر زندانیان فلسطینی را که در توافق‌نامه تبادل زندانیان گیلعاد شلیط آزاد شده‌اند، بکشد، اگرچه وی جزئیات بیشتری ارائه نکرد.

## مراحل قانونی آمریکا
در ۱۵ ژوئیه ۲۰۱۳، وزارت دادگستری ایالات متحده آمریکا در واشینگتن، دی.سی. به جرم توطئه جهت استفاده از جنگ‌افزار کشتارجمعی علیه اتباع ایالات متحده در خارج از کشور که منجر به مرگ شده، علیه تمیمی جرم کیفری اعلام کرد شکایت کیفری در تاریخ ۱۴ مارس ۲۰۱۷ پلمپ شد. دادگاه‌های اردن حکم به عدم استرداد تمیمی دادند، زیرا پارلمان اردن هنوز قرارداد استرداد با ایالات متحده را تصویب نکرده‌است.
برای دستگیری وی ۵ میلیون دلار جایزه در نظر گرفته شده‌است.
تمیمی اولین زن از اتحادیه عرب است که در ایالات متحده مورد پیگرد کیفری قرار گرفت و چهره ای جدی از سیاست خارجی آمریکا نسبت به دولت‌های قبلی را نشان داد.